# Masako Owada

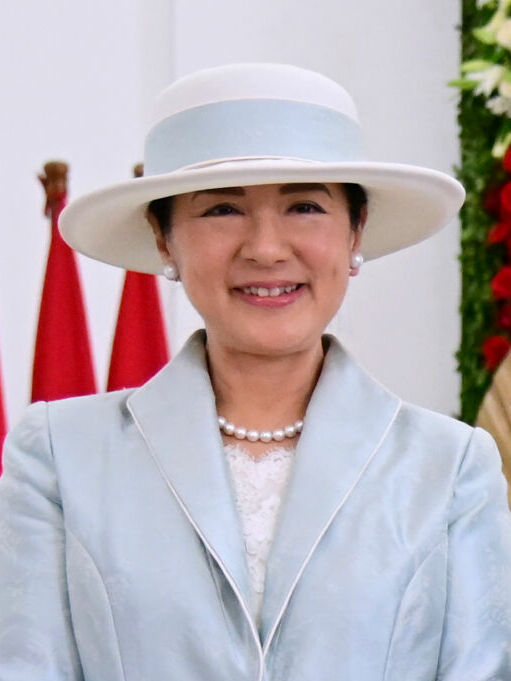
Masako (2023)

Keizerin Masako (Japans: 皇后雅子) (Tokio, 9 december 1963) is de vrouw van keizer Naruhito, en is sinds 1 mei 2019 keizerin van Japan. Ze gaf een succesvolle carrière op door te trouwen met de toenmalige kroonprins.

## Jeugd en opleiding
De keizerin werd geboren als Masako Owada (小和田 雅子, Owada Masako), de oudste dochter van de diplomaat Hisashi Owada. In haar jeugd reisde Masako de hele wereld rond met haar ouders. De kleuterschool deed ze in Moskou (Rusland). Ze volgde het basisonderwijs in Tokio en behaalde de middelbare school in Belmont (vlak bij Boston, Verenigde Staten). Ze behaalde magna cum laude haar graad in economie aan Harvard. Vanaf 1988 tot 1990 studeerde ze om een graad te halen in de studie internationale betrekkingen (diplomatie). Dit deed ze aan de universiteit van Oxford.
Ze spreekt vloeiend Engels en werkte voor het ministerie van buitenlandse zaken in Japan. Hierdoor ontmoette ze veel wereldleiders zoals Bill Clinton en Boris Jeltsin.
Haar ouders woonden tussen 2003 en 2018 in Nederland, waar haar vader rechter bij het Internationaal Gerechtshof was.

## Huwelijk
Het liefdesleven van Naruhito werd vele malen onder de loep genomen door de media. Toen hij midden in de dertig was, groeide de druk op hem om te trouwen. De vrouw met wie hij zou moeten trouwen, moest aan een aantal eisen voldoen:
- ze moest van een redelijk goede afkomst zijn
- ze mocht niet eerder getrouwd zijn geweest
- ze moest het Shinto geloof aanhangen (de Japanse religie)
- ze moest bij voorkeur nog maagd zijn

Masako voldeed daaraan, maar zij wilde eigenlijk niet met Naruhito trouwen en weigerde twee huwelijksaanzoeken. Ze had in die tijd al een vriend, maar het Japanse hof verplichtte haar het contact met hem te verbreken. Uiteindelijk accepteerde ze een huwelijksaanbod.
Voor de bruiloft moest Masako een vruchtbaarheidstest ondergaan om na te gaan of ze kinderen kon baren. Ook moest Masako een document ondertekenen dat ze bij een eventuele echtscheiding geen rechten zou opeisen op bezittingen van de keizerlijke familie en eventuele kinderen zou afstaan.
Op 9 juni 1993 vond de trouwerij plaats. Sindsdien leeft ze naar de strikte regels van het Japanse hof.

## Troonopvolger
Na acht jaar huwelijk beviel Masako op 1 december 2001 van een dochter: hare keizerlijke hoogheid, prinses Aiko.
Masako kreeg drie miskramen, de laatste op nieuwjaarsdag 1999. De geboorte van Aiko zorgde ervoor dat er een discussie ontstond om de monarchiewetten zodanig te veranderen dat Aiko de troon kan bestijgen. Dit doordat er nog geen enkele zoon was geboren in alle takken van de keizerlijke familie. (In 2006 kreeg prins Akishino, de broer van Naruhito een zoon, en is de discussie weer wat op de achtergrond geraakt.) Masako bezweek onder de grote druk om een zoon te baren. Ze kreeg last van enorme stress en liet zich tijden niet zien in het openbaar. Hierdoor waren nog meer Japanners voor een wetswijziging waardoor een vrouw de Chrysantentroon zou kunnen bestijgen. Na dit alles kreeg Masako gordelroos en een zenuwinzinking.
Op 9 december 2004 liet ze officieel weten dat ze haar keizerlijke taken weer op zich zou nemen.
Op 17 augustus 2006 kwam het kroonprinselijk paar, samen met Aiko, aan in Nederland voor een vakantie van twee weken. Ze waren uitgenodigd door (toen nog) koningin Beatrix om twee weken te verblijven in Jachtslot 't Loo. Naar verluidt zou het een rustperiode moeten worden voor Masako om te herstellen van haar depressie.

## Zwangerschap van Kiko
Op 7 februari 2006 kwam er een bericht dat heel de discussie over de wetswijziging heeft doen veranderen. Prinses Kiko, de echtgenote van prins Akishino, en die al twee dochters had, liet weten dat ze opnieuw in verwachting was. Op 6 september 2006 werd een zoon geboren, die nu tweede in lijn van opvolging is, na prins Akishino.

## Inhuldiging koning Willem-Alexander
Eind april 2013 vloog Masako met haar echtgenoot in een van de twee Japanse regeringsvliegtuigen naar Amsterdam voor de inhuldiging van koning Willem-Alexander. Het was de eerste keer in elf jaar dat zij voor een officiële gebeurtenis naar het buitenland ging. Bij het afscheidsdiner van koningin Beatrix liet zij nog verstek gaan, maar de volgende dag was zij wel present bij de inhuldiging van Willem-Alexander als koning. Tachtig Japanse journalisten waren naar Amsterdam afgereisd om er getuige van te zijn.